# Аліагілья
Аліагілья (ісп. Aliaguilla) — муніципалітет в Іспанії, у складі автономної спільноти Кастилія-Ла-Манча, у провінції Куенка. Населення — 782 особи (2010).
Муніципалітет розташований на відстані близько 220 км на схід від Мадрида, 80 км на південний схід від Куенки.

## Демографія
Динаміка населення (INE ):